# Заслужений винахідник СРСР
Заслу́жений винахі́дник СРСР — почесне звання, що присвоювалося авторам винаходів, що відкривають нові напрями у розвитку техніки та технології або мають особливо важливе народногосподарське значення.
Присвоювала Президія Верховної Ради СРСР за поданням Державного комітету СРСР у справах винаходів і відкриттів і Центральної ради Всесоюзного товариства винахідників і раціоналізаторів. Особам, відзначеним званням «Заслужений винахідник СРСР», вручали грамоту Президії Верховної Ради СРСР та нагрудний знак встановленого зразка, що носився на правому боці грудей над орденами СРСР (за їх наявності).

## Історія
- Встановлено Указом Президії Верховної Ради СРСР від 28 грудня 1981 року N 6277-X.
- Підтверджено Указом Президії Верховної Ради СРСР від 22 серпня 1988 року N 9441-XI.
- 30 грудня 1995 року Указом Президента Російської Федерації[ru] встановлено почесне звання «Заслужений винахідник Російської Федерації[ru]».

## Лауреати звання
Загалом за час існування почесного звання «Заслужений винахідник СРСР» ним відзначено 16 осіб, а саме:
1. Патон Борис Євгенович (1983)[2]
2. Кошкін Лев Миколайович[ru] (1983)[2]
3. Федоров Святослав Миколайович (1983)[2]
4. Данилов Леонід Іванович[ru] (1984)[3]
5. Ілізаров Гаврило Абрамович (1985)[4]
6. Філіпов Андрій Никифорович[ru] (1985)[5]
7. Костильов Олександр Дмитрович[ru] (1987)[6]
8. Достанко Анатолій Павлович[ru] (1987)[7]
9. Рагульскіс Казімерас Миколович[ru] (1987)[8]
10. Матвєєнко Дмитро Дмитрович[ru] (1988)[9]
11. Портнягіна Віра Олександрівна (1988)[10]
12. Курдадзе Олександр Давидович[ru] (1988)[11]
13. Григор'ян Володимир Геворкович (1988)[12]
14. Сеїд-Рза Мір Керім-огли[ru] (1989)[13]
15. Блискунов Олександр Іванович (1990)[14]
16. Панасюк Лев Мойсейович[ru] (1991)[15]

## Опис нагрудного знака
Нагрудний знак і прямокутна колодка, до якої він кріпиться за допомогою вушка та кільця, виготовлявся з томпаку, колодка додатково покривалася тонким шаром золота. Діаметр знака становить 30 мм, колодка має розміри 25,4 на 16 мм. Знак на лицьовій стороні містить зображення п'ятикутної зірки, покритої червоною емаллю, серпа та молота на тлі шестірні. Вістря серпа завершується зображенням ракети, що летить. У верхній частині знака по колу розміщено текст «Заслуженный изобретатель» (Заслужений винахідник). У нижній частині знака на стрічці, покритій червоною емаллю, нанесено абревіатуру «СРСР».
На зворотному боці знака містився напис «Заслуженный изобретатель СССР — творец научно технического прогресса» (Заслужений винахідник СРСР — творець науково-технічного прогресу).
Всі написи та зображення на знаку опуклі, а лицьовий бік облямовано бортиком.
Колодка з боків має виїмку. Внутрішню її частину обтягнуто червоною муаровою стрічкою, до якої прикріплено зображення лаврової гілки, виконаної з позолоченого томпаку. На звороті колодка має шпильку для кріплення знака до одягу.